# Alexander Alexandrowitsch Kapljanski

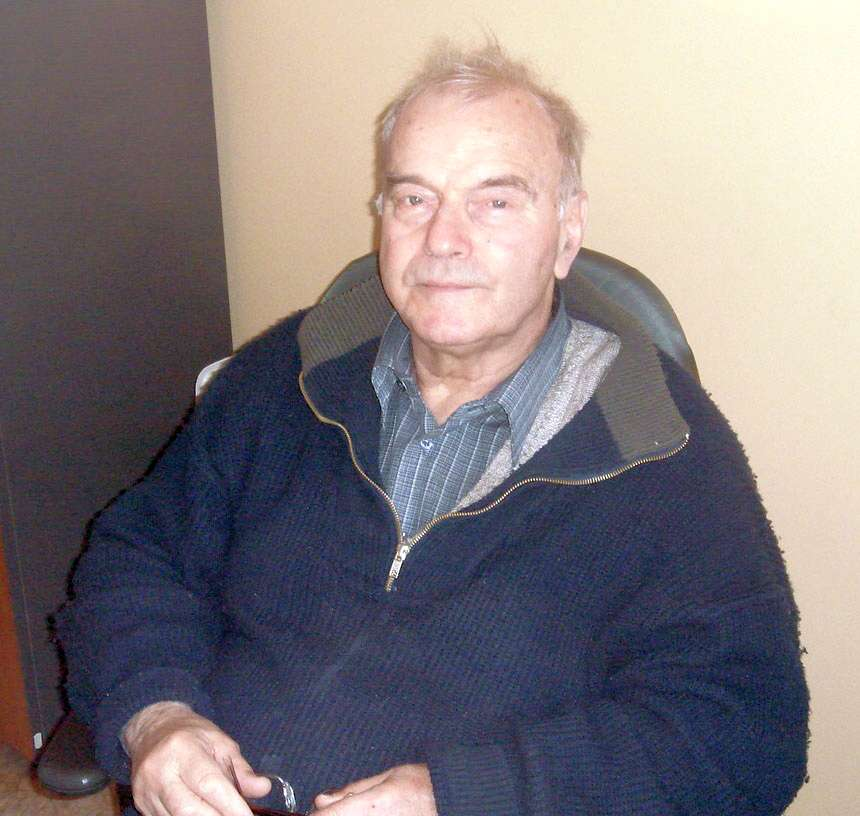
Alexander Alexandrowitsch Kapljanski

Alexander Alexandrowitsch Kapljanski (russisch Александр Александрович Каплянский; * 14. Dezember 1930 in Leningrad, Sowjetunion; † 18. November 2022, ebenda, dann St. Petersburg, Russland) war ein sowjetischer bzw. russischer Festkörperphysiker und Hochschullehrer.

## Leben
Kapljanski studierte an der physikalischen Fakultät der Universität Leningrad mit Abschluss 1953. In der anschließenden Aspirantur im Physikalisch-Technischen Institut (FTI) der Akademie der Wissenschaften der UdSSR (AN-SSSR, seit 1991 Russische Akademie der Wissenschaften (RAN)) fertigte er bei Jewgeni Fjodorowitsch Gross seine Kandidat-Dissertation über die Untersuchung der linearen Struktur der Absorptionskante der Halbleiter im Hinblick auf die optische Anregung der Exzitonen an, die er 1957 verteidigte. Seine Doktor-Dissertation über piezoelektrische Kristalle verteidigte er 1967, worauf er zum Doktor der physikalisch-mathematischen Wissenschaften promoviert wurde. Er wurde dann Leiter des Laboratoriums für Festkörperspektroskopie des FTI sowie Leiter des Filiallehrstuhls der physikalischen Fakultät der Universität Leningrad im FTI.
Kapljanski entdeckte die optische Anisotropie kubischer Kristalle im Bereich der Exzitonenresonanz sowie die Aufspaltung der Spektrallinien der Exzitonen- und der Störstellenübergänge durch eine einachsige elastische Verformung. Mit seinen Mitarbeitern untersuchte er die Ferroelastizität der Quecksilberhalogenide, die eine neue Gruppe der Ferroika mit einzigartigen anisotropen Eigenschaften darstellen.
1987 wurde Kapljanski zum Korrespondierenden Mitglied der AN-SSSR gewählt. 2003 wurde er Vollmitglied der RAN. Er war Mitglied des Wissenschaftszentrums St. Petersburg der RAN. Es gibt mehr als 3000 Zitierungen seiner vielen Arbeiten. Sein Hirsch-Index im Jahre 2019 war 32.
Er starb am 18. November 2022 im Alter von 91 Jahren in seiner Heimatstadt.

## Ehrungen, Preise
- Leninpreis (1966 zusammen mit anderen) für theoretische und experimentelle Untersuchungen der Exzitonen in Kristallen[2]
- Staatspreis der UdSSR (1975) für eine neue optische Methode zur Untersuchung komplexer Störstellen in Kristallen[2]
- Humboldt-Forschungspreis (1997)
- Orden der Ehre (1999)[2]
- Joffe-Preis (2008) für spektroskopische Untersuchungen photoelektrischer Phänomene in Kristallen[2][5]
- Orden der Freundschaft (2010)[2]
- Roschdestwenski-Preis der RAN (2013 zusammen mit Alexander Kirillowitsch Prschewuski und S. P. Feofilow) für spektroskopische Untersuchungen der Struktur der Störstellen  und der Elektronenprozesse in mit Seltenerd- und Übergangsmetallen dotierten Dielektrika[5]
- Lebedew-Goldmedaille (2021)